# Непалгандж (аеропорт)
Аеропорт Непалгандж (неп. राँझा विमानस्थल), (IATA: KEP, ICAO: VNNG) — непальський аеропорт, що обслуговує комерційні авіаперевезення міста Непалгандж (район Банку, зона Бхері).

## Загальні відомості
Аеропорт Непалгандж був відкритий в 1961 році. У сучасному періоді аеропорту займає друге місце після столичного міжнародного аеропорту Трібхуван за кількістю внутрішніх регулярних маршрутів, друге місце в країні після Трібхувана по займаній площі і друге місце серед усіх аеропортів Непалу за кількістю зльотів та посадок повітряних суден і кількістю щорічно обслуговуваних пасажирів.
Аеропорт розташований на висоті 165 метрів над рівнем моря і експлуатує одну злітно-посадкову смугу 08/26 розмірами 1553х30 метрів з асфальтовим покриттям.

## Авіакомпанії і пункти призначення
| Авіакомпанія   | Пункт призначення                                                      |
| -------------- | ---------------------------------------------------------------------- |
| Buddha Air     | Катманду                                                               |
| Nepal Airlines | Баджханг, Баджура, Чаурджхарі, Долпа, Джумла, Рукумкот, Сімікот, Талча |
| Sita Air       | Данг, Катманду                                                         |
| Tara Air       | Баджура, Долпа, Джумла, Талча, Сімікот                                 |
| Yeti Airlines  | Катманду                                                               |